# アトキンスダイエット

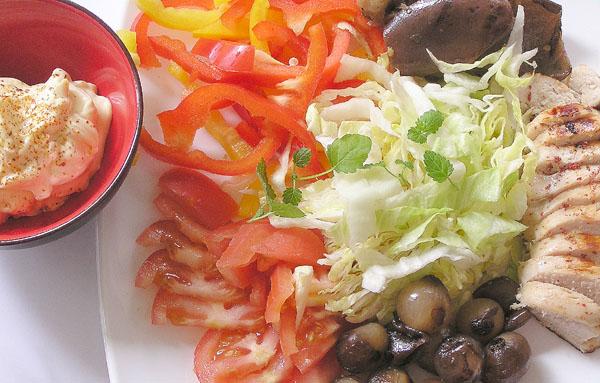
アトキンス・ダイエットに基づく食事の一例

アトキンス・ダイエット（The Atkins Diet）とは、アメリカ合衆国の医師で心臓病専門医、ロバート・アトキンス（Robert Atkins）が提唱したファド・ダイエットの一種である。炭水化物が多いものを避けるか、その摂取量を減らす代わりに、タンパク質と脂肪が豊富な食べ物を積極的に食べる食事法である。「低炭水化物ダイエット」、「ローカーボ・ダイエット」、「低糖質食」、「炭水化物制限食」とも呼ばれ、アトキンス・ダイエットもこの食事法の一種である。

## アトキンス・ダイエットの流行
1972年、ロバート・アトキンスは『Dr. Atkins' Diet Revolution』（邦題:『アトキンス博士のローカーボ（低炭水化物）ダイエット』）を出版した。アトキンスはこの本の中で、「肥満を惹き起こすのは炭水化物であり、これを制限する代わりに、肉、魚、卵、ステーキ、バターのような、タンパク質と脂肪が豊富な食べ物は自由に食べてかまわない。炭水化物が多いものは可能な限り避けなさい」と推奨している。本書の販売数は数百万部を超えた。2003年にイギリスで行われたアンケートによれば、300万人が、アメリカ合衆国においては11人に1人が、アトキンス・ダイエットを試したことがあると推定され、アメリカ人の11人に1人がこの食事法を取り組んだという。
2000年2月24日、アメリカ合衆国農務省は『Great Nutrition Debate』と呼ばれる討論会を主催し、アトキンスとバリー・スィアース(Barry Sears)を識者として招いた。
アトキンスもスィアースも、炭水化物の危険性を訴える点で共通していた。この討論会では、アトキンスに対する批判が集中し、アトキンスはその批判に答える形で登壇した。
2003年には、パスタや米といった炭水化物が多い食べ物の販売額が4.6～8.2%ほど落ち込むことになり、それらの産業界からは数多くの怨嗟の声が上がり、クリスピー・クリーム・ドーナツの販売店からも恨みの声が上がった。著書が売れたことに伴い、炭水化物の少ない特別製品を発売する企業が増えた。
2004年、「これを開始して1年後には頭痛や下痢といった副作用もみられ、長期的な安全性は保証できない」と報告された。
2004年2月の時点で、消費者の9.1%がこの低炭水化物ダイエットを実行していると答えていたが、同じ年の7月には2.1%に急落した。1989年にアトキンスが設立した法人企業『アトキンス・ニュートリショナルズ』(Atkins Nutritionals)は、連邦倒産法第11章に基づき、会社更生手続きをとった。

## 食事法

### 誘導段階
1. 最初の2週間、導入期間として「炭水化物の摂取量を1日20g以下」に抑える。こうすることで、身体がケトーシス状態に誘導される[2][要ページ番号]。
  - 炭水化物が10%以上含まれるものは禁止。ケチャップ、蜂蜜やシロップ、大量の砂糖を含む甘いもの全般、甘い果物、米、パン、麺・パスタ、バナナ、栗、豆の状態を保った豆、芋、フライドポテトやポテトチップスも禁止。緑色野菜に含まれる食物繊維は食べて構わない。
2. カフェインを含む飲み物も制限する。アルコールは禁止。
  - 肉・魚・卵・チーズといった、動物性食品を中心に摂取することでエネルギーを補給する。ビタミンを補充するという意味で、サプリメントの摂取も許される[12]。

### 減量段階
続けていく過程で、体重の増加が確認できるまで、炭水化物の量を徐々に増やしていく。炭水化物をどれだけ摂取すればどれぐらい体重が増えるかを、自分で見極める。

### 体重維持段階
炭水化物中毒の状態に戻らないためにも、砂糖を多く含んでいるもの全般は禁止とする。砂糖の代わりにステビアは使ってもよいとしている。ジャンクフードは健康を害するだけでなく、炭水化物中毒に戻ってしまうので禁止とする。
高果糖コーンシロップ、蜂蜜、砂糖、果糖、乳糖、精製された炭水化物の摂取の全般を禁止とする。オートミール、玄米、蕎麦のような精製されていない全粒穀物（※注　玄米も全粒穀物も血糖値を上昇させる）を少しだけ取り入れる。魚、豆腐、野菜、豆から組み立てたメニューは健康的である、としている。

## 安全性
この食事法に対しては批判も多い。基本的な知識として、炭水化物を制限すると、エネルギー源は脂肪およびタンパク質となる。ここで脂肪が十分に摂取されないとタンパク質が分解されアミノ酸がエネルギー源として使われてしまう。アミノ酸をエネルギーとして利用すると、構成する窒素や硫化物、リンが大量に放出され、腎臓に負担がかかる。心臓を始め、臓器のタンパク質が消費され心不全を始めさまざまな機能不全が起こる。体調不良の原因は、タンパク質と脂肪の摂取が不十分で、それに伴う心機能や腎機能の低下によるものである。
2007年に世界保健機関が報告したところでは、「タンパク質の多い食事は腎臓疾患や糖尿病性腎不全を悪化させる」としている。2003年の報告では、「肥満や糖尿病を予防する食べ物」として「全粒穀物」を挙げている。国際糖尿病連盟は、糖尿病の治療に対して「グリセミック指数が低い食品が良い」としており、これには全粒穀物も含む。

## 関連文献
- Dr. Atkins' Diet Revolution 1972年 ISBN 978-0553142235